# Kraftwerk Goldenberg
Das Kraftwerk Goldenberg (ursprünglich Vorgebirgszentrale genannt) ist ein ehemaliges Elektrizitätswerk der RWE in Hürth-Knapsack. Die Leistung des Kraftwerks lag zuletzt bei 40 MW. Bis Juni 2015 wurden jährlich aus ca. 1,3 Mio. Tonnen Braunkohle etwa 1,3 Mrd. kWh Strom und 0,8 Millionen Tonnen Prozessdampf für die benachbarte Industrie im Chemiepark Knapsack und Fernwärme für Hürth produziert. Die Stromproduktion wurde zum 1. Juli 2015 eingestellt.
Das alte Kraftwerk hatte regionale Bedeutung im rheinischen Braunkohlerevier; es gab (Stand etwa 2001) Überlegungen, Teile der mehrfach umgebauten oder wiederaufgebauten Anlage unter Denkmalschutz zu stellen.

## Geschichte

### Vorgeschichte
1905 wurde in Brühl bei Köln von der Grube Berggeist für die Zuckerfabrik Brühl das Elektrizitätswerk Berggeist zur Stromerzeugung aus Braunkohle mit einer Leistung von zunächst 980 kW durch die Gesellschaft für Elektrische Unternehmungen Cöln in Betrieb genommen. 1906 übernahm RWE dieses Unternehmen. Nach und nach wurde die Leistung der RWE Zentrale Berggeist auf 8 MW (= 8000 kW) gesteigert. Unter dem Eindruck des Klingenbergschen Konzepts von Großkraftwerken auf Braunkohlefeldern und des Kapazitätsengpasses der RWE projektierte RWE 1913 den Bau des neuen Braunkohlekraftwerks Vorgebirgszentrale am Rande der Grube Vereinigte Ville, die 1901 aufgeschlossen und 1906 von der Roddergrube übernommen worden war, nachdem es 1912 mit den Braunkohlen- und Brikettwerken Roddergrube AG einen langfristigen Kohlelieferungsvertrag geschlossen hat. Damit ging RWE zu seinem zukunftsweisenden Geschäftsprinzip über, abbaustandortnah Braunkohle in großem Stil zu verstromen. RWE beteiligte sich am Stinnesunternehmen Deutsche Wildermannwerke Chemische Fabriken, um die Grundlast zu sichern.

### Erster Weltkrieg
1914 wurde das Elektrizitätswerk Vorgebirgszentrale fertiggestellt. Zehn Kessel produzierten mit zwei Turbogeneratoren 30 MW Leistung. Der kriegsbedingte Bedarf stieg auf Grund der energieintensiven Verfahren zur Herstellung von Sprengstoff und elektrochemischen Produkten an und erforderte einen Kraftwerksausbau. Bereits 1915 wurde die Anlage verdoppelt und produzierte 60 MW. Die energieintensive Aluminiumerzeugung der unter RWE-Beteiligung neugegründeten Erftwerke AG in Grevenbroich (später VAW) und die energieintensive Calciumcarbid/Ferrosiliciumproduktion der RWE bzw. der Rheinischen Elektrowerke AG in Knapsack und Frechen ermöglichten einen weiteren Ausbau:
Durch Subventionen des Reichs wurde 1917 das Kraftwerk durch eine 110-kV-Doppelleitung über den Rhein mit dem größten deutschen Steinkohlekraftwerk Reisholz (75 MW) verbunden und die Leistung weiter erhöht. 1917 wurde die erste 50 MW-Maschine in Betrieb genommen; 1918 folgte eine zweite. Über eine neue 110-kV-Leitung nach Solingen und Ronsdorf wurde das Bergische Land an die Vorgebirgszentrale angeschlossen. Am Kriegsende hatte das Werk 190 MW Kapazität und als größtes Kraftwerk Europas eine kriegswichtige Bedeutung auf dem Gebiet der Energieversorgung.
Das Goldenbergwerk und sein hoher Ausnutzungsfaktor war die ökonomische und unternehmensstrategische Basis für die RWE in der Zwischenkriegszeit.

### Zwischenkriegszeit
Durch den Versailler Vertrag fielen durch Gebietsabtretungen 40 % der Steinkohleförderung der Vorkriegszeit weg. Auch wegen Kohlereparationslieferungen setzte man verstärkt auf Braunkohleverstromung.
1920 wurde das Kraftwerk nach seinem 1917 verstorbenen Erbauer, dem Technischen Vorstand der RWE Bernhard Goldenberg, in Kraftwerk Goldenberg umbenannt.
1923 und 1925 wurde die Gesamtleistung auf 290 MW erhöht. Damit erbrachte das Werk 61 % der Gesamtleistung der RWE. Im Jahr 1929 übernahm RWE zudem die Kraftwerksanlagen des benachbarten Chemiestandorts, den das Kraftwerk bereits zuvor in hohem Maße versorgte. Die zwölf Schornsteine des Werks wurden im Volksmund die „12 Apostel von Knapsack“ genannt und prägten die Landschaft mit ihren 110 m Höhe. Nachts waren sie weithin sichtbar durch die herausschlagenden Flammen und Funken mangels Filteranlagen.
1927 wurden die Staubemissionen zwischen 47 t und 133 t am Tag geschätzt. Klagen und Petitionen der Umlieger wegen verkrustender Staubschichten auf Feldern, Häusern und Kleidern blieben erfolglos. RWE wehrte erfolgreich Schadenersatz, Entschädigungen und den Einbau von Abgasreinigungsanlagen ab. Nach dem Ausbau 1929 hatte das Werk 480 MW Leistung. Neben dem bedeutenden Großkraftwerk Zschornewitz trug das Goldenbergwerk mit seiner fortlaufenden Erhöhung der Leistung zu einer Strukturkrise bei: 1930 waren 1250 MW, 1932 2310 MW Überkapazitäten (28 % der reichsweiten Gesamtleistung) zu verzeichnen bei gleichzeitigem Verbrauchsrückgang ab 1929 wegen der Weltwirtschaftskrise. Erst die energieintensive Aufrüstung der Wehrmacht ab 1933/34 führte zur Rentabilität der Großkraftwerke. Bis 1936 wurde durch Umbau der alten Kesselanlagen und einer neuen Generatorgeneration die Gesamtleistung mit jetzt 98 Kesseln und 25 Turbinen auf 529,5 MW gesteigert. 1939, vor dem Ausbruch des Zweiten Weltkrieges, arbeiteten 1.600 Menschen im Kraftwerk.

### Zweiter Weltkrieg

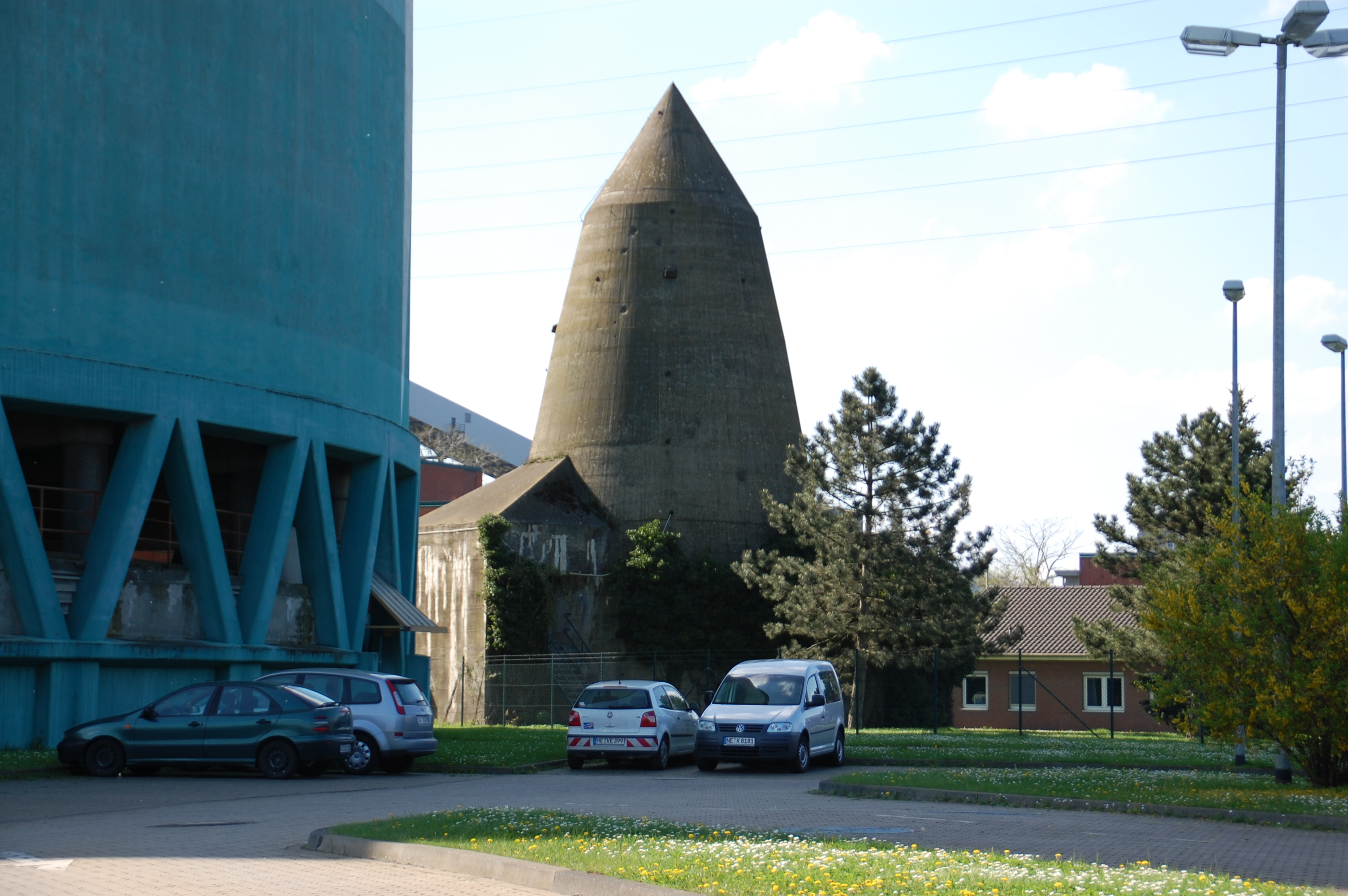
Steuerungsbunker Bauart Winkel

Das Goldenbergwerk als zentrales Großkraftwerk wurde als leicht verwundbares Ziel vor dem Krieg kritisiert, denn es lag in Reichweite belgischer Ferngeschütze. Im Krieg dienten die funkensprühenden Schornsteine den alliierten Bombern als Orientierungshilfe, da während der NS-Zeit Filteranlagen auf Grund des autarkiebedingten Rohstoffmangels nicht vorgeschrieben wurden. Notdürftig wurde zur Vernebelung Chlorsulfonsäure verwendet.
Während der Luftangriffe des Zweiten Weltkrieges wurde das Kraftwerk aus einem Steuerungshochbunker der Bauart Winkel gefahren. Der Bunker steht heute unter Denkmalschutz. Der erste Tagesangriff durch 54 britische Bristol-Blenheim-Bomber auf die Kraftwerke Goldenberg und Fortuna am 12. August 1941 (zugleich mit Köln) galt zwar trotz des Verlustes von 12 Maschinen auf dem Rückflug als erfolgreich, die Schäden wurden aber bald repariert. 1942 wurde die Produktion des Goldenbergwerks durch den Luftangriff auf Köln 1942 wegen unterbrochener Leitungen eingeschränkt. Obwohl das Goldenbergwerk ein Rückgrat der Rüstungsindustrie war (1943 kam jede achte kWh der öffentlichen Versorgung aus dem Goldenbergwerk), blieb eine gezielte Bombardierung bis 1944 aus. Durch zwei gezielte Luftangriffe am 22. und 28. Oktober 1944 wurde das Kraftwerk zum größten Teil zerstört und ging für zwei Monate vom Netz. Es produzierte im Folgejahr 1945 nur noch 500.000 MWh.

### 1945 bis heute

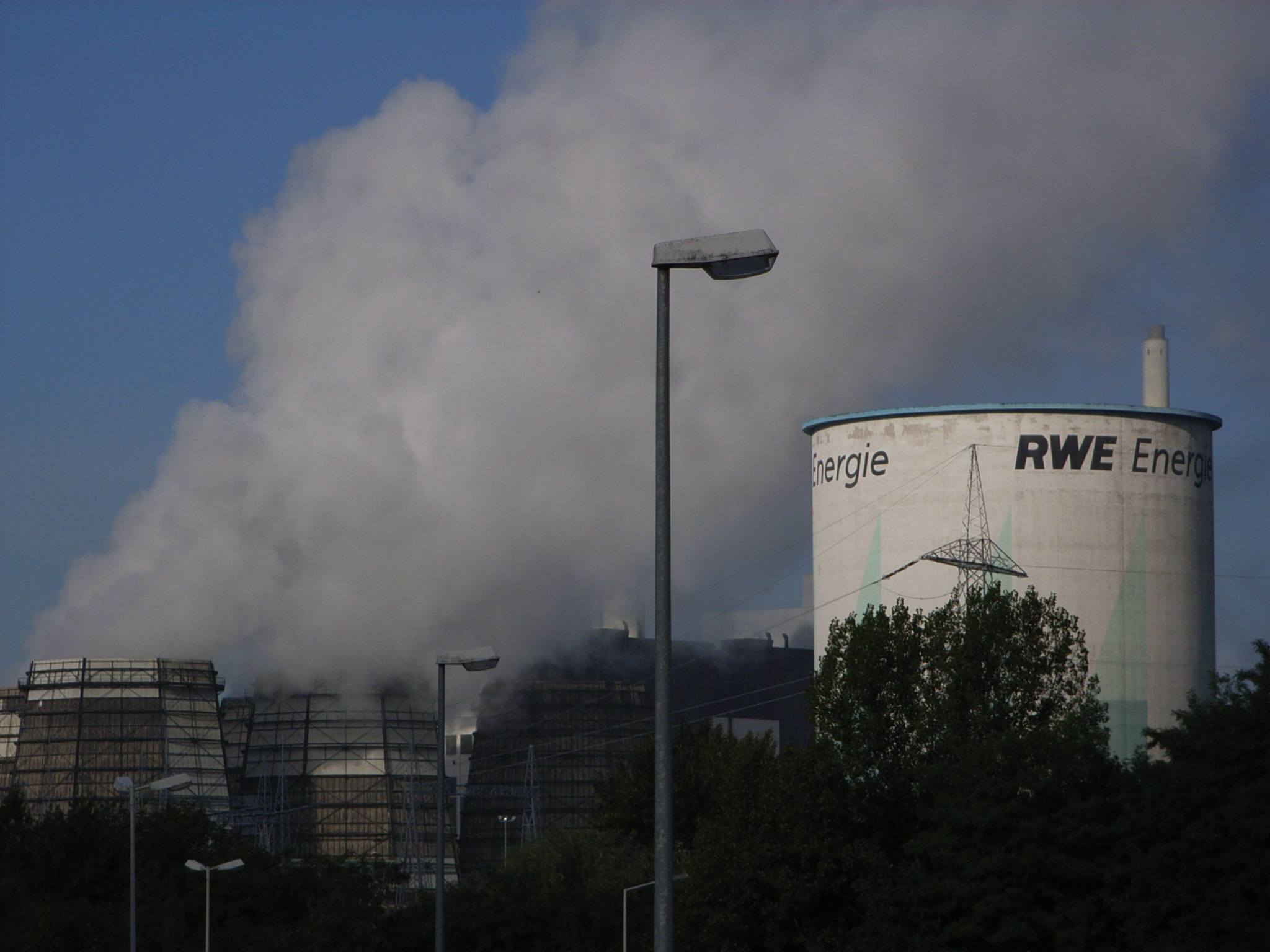
Kraftwerk Goldenberg, ehemaliger Beton-Kühlturm und Kühlturm-Dampfschwaden

Nach dem Zweiten Weltkrieg erfolgte der Wiederaufbau. Ende 1945 konnten die ersten zwei Turbinen wieder in Betrieb genommen werden, bis 1948 folgten weitere fünf (von ehemals 13 ) mit einer Kapazität von 350 MW. 1951/52 wurde die Effizienz des Werkes durch den Bau einer Hochdruck-Vorschaltanlage um 340 MW auf 940 MW gesteigert. Der Bau mit seinen aufgesetzten drei dicken Schornsteinen prägte das Bild des Kraftwerkhügels. 1983 wurde das Werk stillgelegt und 1995 abgerissen. 1925 betrug die Gesamtleistung 205,8 MW, Ende der 1950er Jahre 560 MW. Umweltbelastungen hatten unverändert das Vorkriegsniveau. Zusammen mit der chemischen Industrie in Knapsack verursachte das Kraftwerk eine stauberfüllte Luft, die schon weit vor Köln über dem Horizont sichtbar war.
1971 erfolgte der Bau einer Kraft-Wärme-Kopplungsanlage zur Fernwärmeversorgung von Hürth. 1972 legte RWE die letzte Werkseinheit der 1929 übernommenen Kraftwerksanlagen des benachbarten Chemiestandorts still. In den 1970er Jahren erfolgte die Umsiedlung der Bevölkerung von Knapsack wegen der Umweltbelastungen. Auf Grund der Überalterung des Kraftwerks plante RWE zu Anfang der 1980er Jahre den Neubau von zwei 600-MW-Einheiten. Die Arbeiten wurde 1986 eingestellt; zuvor waren immissionschutzrechtliche Gesetze und Verordnungen in Kraft getreten.
Diese schrieben Rauchgasentschwefelung und Rauchgasentstickung (gegen Stickoxide und Schwefeldioxid) vor. Die Stromnachfrage stagnierte und in den 1980er Jahren gingen in Deutschland einige neue Kernkraftwerke ans Stromnetz (Liste hier).
Ab 1987 erfolgte die Umrüstung der Anlage auf Wirbelschichtfeuerung. 1993 wurden die alten Kessel endgültig außer Betrieb genommen und die Produktion mit neuen Wirbelschicht- und den noch effektiveren Cirkofluid-Kesseln aufgenommen.
2002 wurde der Name des Kraftwerks in Energiedienstleistungszentrum – Kraftwerk Goldenberg geändert, zwischen November 2003 und April 2004 wurden die letzten vier Großkamine der ursprünglich „12 Apostel“ mit Kosten von 1,6 Millionen Euro abgetragen, eine Sprengung war nicht möglich. Das heutige Kraftwerk besitzt einen einzigen hohen Doppelkamin (ein zweiter dünner Kamin dient der mit Öl betriebenen Ersatzanlage bei Ausfall oder Wartung des Werkes).
Auch wurden drei Gasmotoren zur Verbrennung von Deponiegas zur Stromerzeugung in Betrieb genommen. Dieses Gas stammt von der nahen, in der ausgekohlten Grube Vereinigte Ville von der Stadt Köln angelegten und mittlerweile für Hausmüll geschlossenen Deponie.

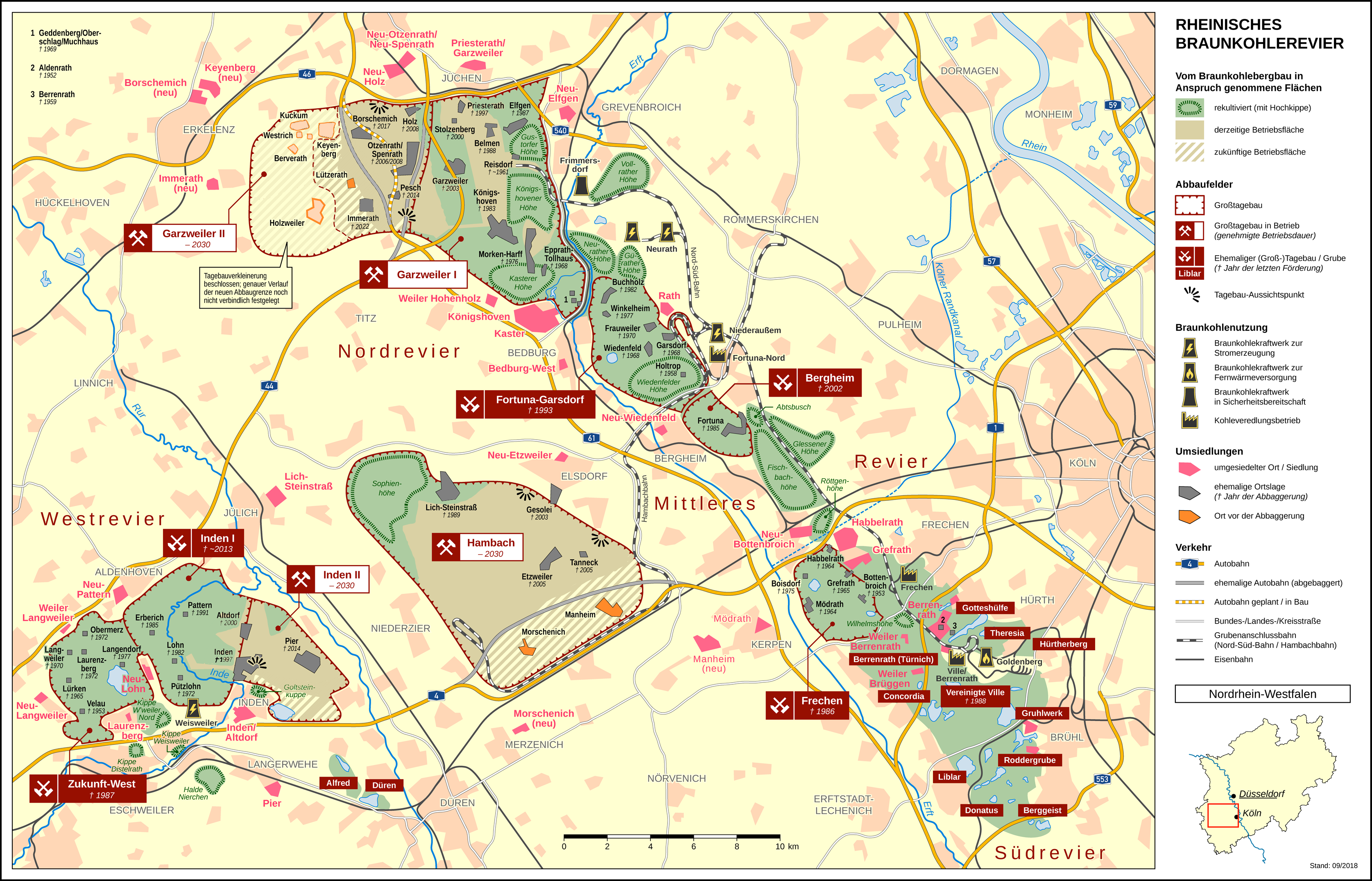
Kraftwerk Goldenberg im Rheinischen Braunkohlerevier

Seit 2012 wird das Kraftwerk zusammen mit dem Kraftwerks-Betriebsteil des Kohleveredlungsbetriebs Ville/Berrenrath als Verbund Kraftwerk Knapsacker Hügel gesteuert.
Da die benachbarten Tagebaue schon seit längerem ausgekohlt sind, erhält das Kraftwerk seine Kohle über die Nord-Süd-Bahnstrecke von RWE Power aus den Tagebauen Hambach und Garzweiler.
Der Netzanschluss erfolgte bis Juni 2015 über die Schaltanlage Knapsack auf der 110-kV-Hochspannungsebene in das Stromnetz des Verteilnetzbetreibers Rhein-Ruhr Verteilnetz.
Zum 1. Juli 2015 wurde die Stromproduktion eingestellt. Die Dampfproduktion bleibt weiterhin bestehen.